# Ajara Nchout
Njoya Ajara Nchout (* 12. Januar 1993 in Njissé, Ouest) ist eine kamerunische Fußballspielerin.

## Karriere

### Verein
Nchout startete ihre Karriere bei Franck Rohlicek de Douala und wechselte im Frühjahr 2011 nach Russland zu Energija Woronesch. Nach guten Leistungen bei den olympischen Sommerspielen verließ sie im September 2012 gemeinsam mit Landsfrau Augustine Edjanguè ihren Verein Energija Woronesch und schloss sich dem Meister FK Rossijanka an. Nach einer Spielzeit bei FK Rossijanka kehrte sie nach Kamerun zurück und spielte eine Saison für den AS Police de Yaoundé. Zur Saison 2015 der National Women’s Soccer League wechselte sie zur Franchise der Western New York Flash. Seit 2016 spielt sie für den schwedischen Zweitligisten Sundsvalls DFF.

### Nationalmannschaft
Afrika-Cup
Ihr erstes internationales Turnier bestritt Nchout mit der kamerunischen Nationalmannschaft bei der Afrikameisterschaft in Südafrika im Jahr 2010.
Sie nahm an der Afrikameisterschaft 2014, 2016 und 2018 teil, die 2016 in Afrika-Cup umbenannt wurde. In allen drei Turnieren schied Kamerun gegen Nigeria aus. In den Jahren 2014 und 2016 im Finale, 2018 im Halbfinale.
Olympische Spiele
Bei den Olympischen Spielen 2012 in London spielte sie bei allen drei Spielen gegen Brasilien, Großbritannien und Neuseeland mit.
Weltmeisterschaft
Sie kam bei allen vier Spielen bei der Frauen-Weltmeisterschaft 2015 in Kanada zum Einsatz. Kamerun gewann in der Vorrunde gegen Ecuador und die Schweiz. Im Vorrundenspiel gegen Japan erzielte Nchout den 2:1-Anschlusstreffer. Das Achtelfinale verlor Kamerun gegen China.
Bei der Weltmeisterschaft 2019 in Frankreich kam sie bei allen Vorrundenspielen gegen Kanada, Niederlande und Neuseeland zum Einsatz. Gegen Neuseeland erzielte sie zwei Tore, das zweite in der 95. Minute, wodurch Kamerun der 2:1-Sieg und der Einzug ins Achtelfinale gelang. Im Achtelfinale traf Kamerun auf England, wo die Mannschaft 3:0 verlor. 